# Eli Ben Rimoz
Eliahu Ben Rimoz, né le 20 novembre 1944, est un footballeur international israélien, évoluant au poste d'attaquant.

## Carrière
Ben Rimoz joue la quasi-totalité de sa carrière à l'Hapoël Jérusalem. Dans les années 1960 et 70, il est connu pour ses qualités de dribbleur ainsi que par sa longue chevelure. Il devient un élément essentiel de l'équipe et va devenir un des meilleurs joueurs de tous les temps de l'Hapoël Jérusalem.
En 1970, il est sélectionné pour la Coupe du monde de 1970 mais n'y joue aucun match. Il ne compte qu'une sélection en équipe nationale.
Plus tard, Ben Rimoz fait partie de la seule équipe de l'Hapoël Jérusalem à remporter la Coupe d'Israël. Cette même équipe finit troisième du championnat en 1973, ce qui est le meilleur classement de son histoire.

## Palmarès
- Vainqueur de la Coupe d'Israël en 1973